# Fabian Holbach
Fabian Holbach (1993) es un deportista alemán que compite en duatlón.
Ganó dos medallas en el Campeonato Mundial de Duatlón de Larga Distancia, plata en 2022 y bronce en 2023, y una medalla de plata en el Campeonato Europeo de Duatlón Campo a Través de 2024.

## Palmarés internacional
| Campeonato Mundial | Campeonato Mundial | Campeonato Mundial | Campeonato Mundial |
| Año                | Lugar              | Medalla            | Prueba             |
| ------------------ | ------------------ | ------------------ | ------------------ |
| 2022               | Zofingen (Suiza)   | Medalla de plata   | Individual         |
| 2023               | Zofingen (Suiza)   | Medalla de bronce  | Individual         |

| Campeonato Europeo | Campeonato Europeo | Campeonato Europeo | Campeonato Europeo |
| Año                | Lugar              | Medalla            | Prueba             |
| ------------------ | ------------------ | ------------------ | ------------------ |
| 2024               | Coímbra (Portugal) | Medalla de plata   | Individual         |